# Конные гренадеры Императорской гвардии
Конные гренадеры Императорской гвардии (фр. Grenadiers à cheval de la Garde impériale) — элитное подразделение, сформированное Наполеоном сразу после прихода к власти из частей Гвардии Директории (фр. Garde du Directoire). Полк являлся одним из ключевых элементов Императорской гвардии, и наряду с пешими егерями, пешими гренадерами и конными егерями входил в состав Старой гвардии. Был расформирован сразу после второй реставрации Бурбонов.

## Формирование

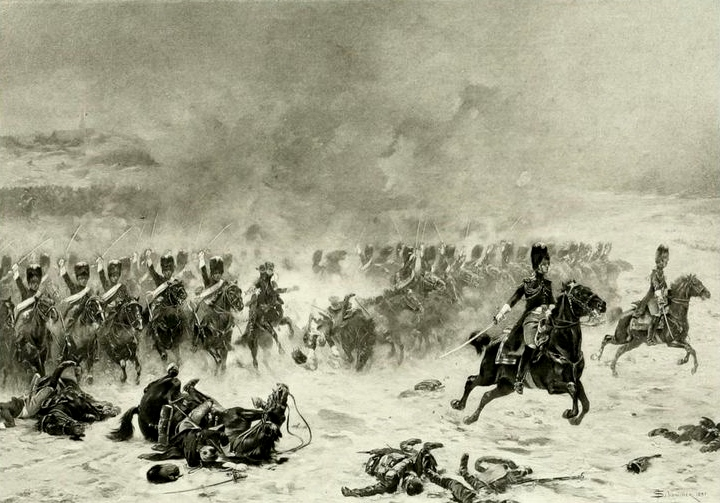
Художник Франсуа Шоммер. Атака Конных гренадер генерала Лепика в битве при Прейсиш-Эйлау, Музей армии (Париж).

В октябре 1796 года, французское правительство решает включить конное подразделение в состав гвардии Директории. Отряд состоит из двух рот, численностью 112 человек. В 1797 году подразделение переименовывают в конных гренадер. В это время, «гренадеры» больше не применяют гранаты в бою, но название осталось, и используют его для обозначения элитных подразделений. Гвардейцы принимают активное участие в приходе Наполеона к власти, после чего становятся составной частью новообразованной гвардии консулов.

## Справочные данные

### Наименования и преемственность
- 28 ноября 1799 года – конные гренадеры Гвардии консулов (фр. Grenadiers à cheval de Garde des consuls);
- 18 марта 1802 года – полк конных гренадер Консульской гвардии (фр. Régiment de grenadiers à cheval de la Garde consulaire);
- 18 мая 1804 года – полк конных гренадер Императорской гвардии (фр. Régiment de grenadiers à cheval de la Garde impériale);
- 12 мая 1814 года – расформирован королевским ордонансом;
- 8 апреля 1815 года – полк конных гренадер Императорской гвардии (фр. Régiment de grenadiers à cheval de la Garde impériale);
- 25 ноября 1815 года – окончательно расформирован королевским ордонансом.

### Условия к кандидатам
1. Участие не менее чем в трёх кампаниях (с 1802 года - в 4-х кампаниях).
2. Иметь «награды, которые даются храбрецам за отличие в бою или получить боевые раны».
3. Состоять на действительной военной службе.
4. Иметь рост не менее 180 см.
5. Отличаться безупречным поведением в течение всей предыдущей службы.

Императорский декрет от 29 июля 1804 года подтвердил во многом эти требования, однако несколько смягчил пункты, относящиеся к физическим данным кандидатов: отныне для вступления в ряды гренадер достаточно было иметь рост 176 см. Более «мягким» стало условие наличия в послужном списке кампаний: требовалось иметь за плечами лишь два военных похода.

### Организация полка
- Согласно декрету от 29 июля 1804 года, полк имел четыре 2-ротных эскадрона.
- В период Ста дней полк был восстановлен со штатом в четыре 2-ротных эскадрона.

### Командование полка

#### Командиры полка в звании полковник гвардии
- генерал Жан-Батист Бессьер (2 декабря 1799 – 18 июля 1800)
- генерал Мишель Орденер (18 июля 1800 – 20 мая 1806)
- генерал Фредерик-Анри Вальтер (20 мая 1806 – 24 ноября 1813)
- генерал Клод-Этьен Гюйо (1 декабря 1813 – 25 ноября 1815)

#### Заместители командира полка в звании майор гвардии
- Антуан Улье (2 сентября 1803 – 5 ноября 1804)
- Луи Лепик (21 марта 1805 – 9 февраля 1813)
- Пьер Шастель (16 февраля 1807 – 26 апреля 1812)
- Изидор Экзельман (9 июля 1812 – 9 сентября 1812)
- Бертран Кастекс (9 февраля 1813 – 22 июля 1814)
- Луи Левек де Лаферрьер (9 февраля 1813 – 16 марта 1814)
- Жан-Батист Жамен (16 марта 1814 – 18 июня 1815)

### Битвы и кампании
- Маренго (14 июня 1800)
- Ульм (14 – 20 октября 1805)
- Аустерлиц (2 декабря 1805)
- Прейсиш-Эйлау (8 февраля 1807)
- Фридланд (14 июня 1807)
- Восстание в Мадриде (2 мая 1808)
- Ваграм (6 июля 1809)
- Бородино (7 сентября 1812)
- Березина (28 ноября 1812)
- Ковно (13 декабря 1812)
- Лютцен (1813)
- Лейпциг (1813)
- Ханау (1813)
- Бар-сюр-Об (1814)
- Бриенн (1814)
- Ла-Ротьер (1814)
- Монмираль (11 февраля 1814)
- Шато-Тьерри (12 февраля 1814)
- Вошан (14 февраля 1814)
- Краон (7 марта 1814)
- Лаон (9 – 10 марта 1814)
- Арси-сюр-Об (20 – 21 марта 1814)
- Реймс (1814)
- Линьи (16 июня 1815)
- Ватерлоо (18 июня 1815)

### Почётные сражения, указанные на знамени образца 1815 года
- Marengo 1800
- Ulm 1805
- Austerlitz 1805
- Iéna 1806
- Eylau 1807
- Friedland 1807
- Ekmull 1809
- Essling 1809
- Wagram 1809
- Smolensk 1812
- La Moskowa 1812
- Vienne, Berlin, Madrid et Moscou.